# Heteroscyphus tener
Heteroscyphus tener är en bladmossart som först beskrevs av Franz Stephani, och fick sitt nu gällande namn av Victor Félix Schiffner. Heteroscyphus tener ingår i släktet Heteroscyphus och familjen Lophocoleaceae. Inga underarter finns listade i Catalogue of Life.